# Chinua Achebe

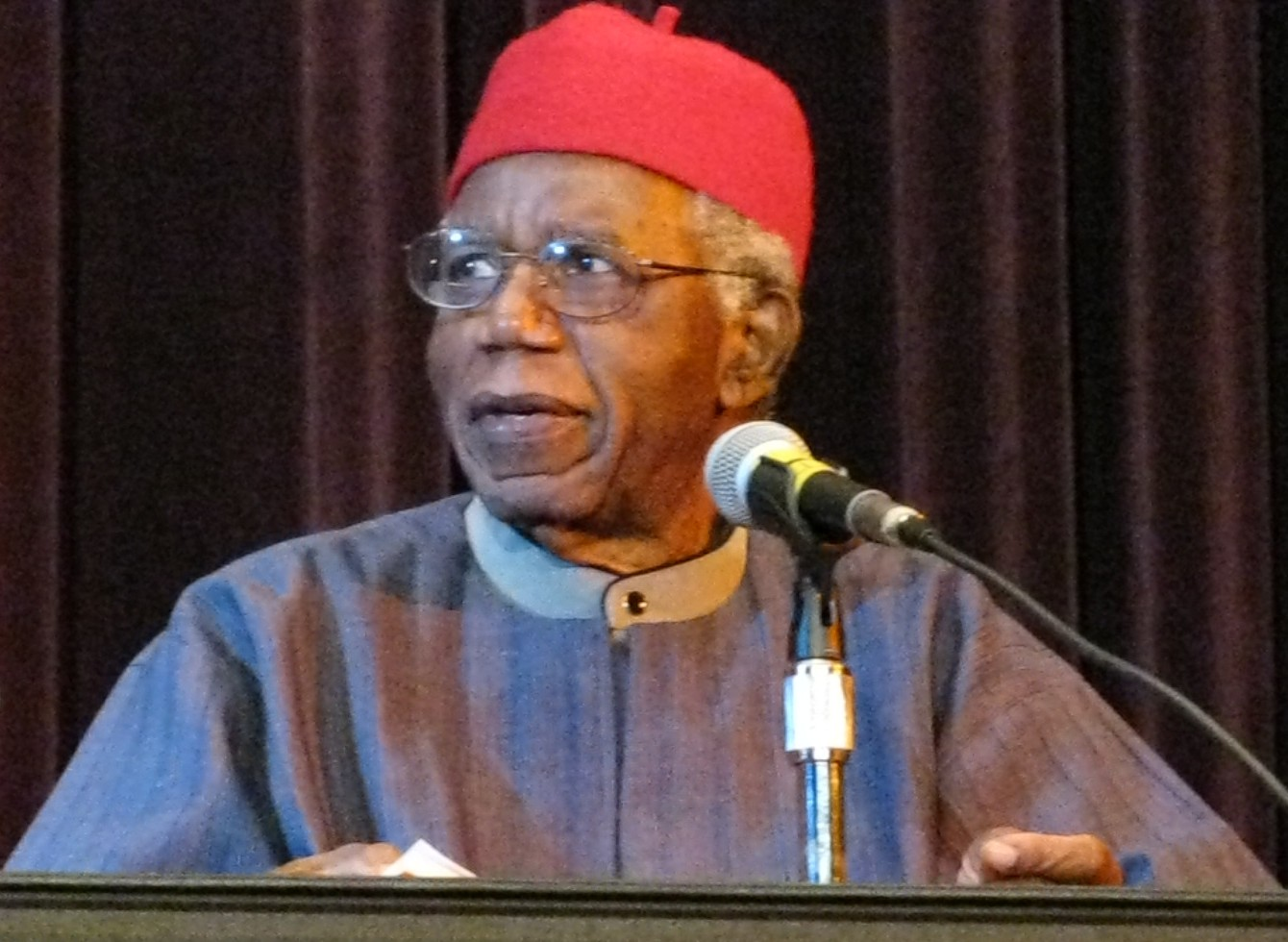
Chinua Achebe (2008)

Albert Chinụalụmọgụ „Chinua“ Achebe (* 16. November 1930 in Ogidi, Nigeria; † 21. März 2013 in Boston, USA) war ein nigerianischer Schriftsteller, der in englischer Sprache schrieb. Er gilt als einer der Väter der modernen afrikanischen Literatur.

## Leben
Chinua Achebe wurde als fünftes von sechs Kindern in Ogidi, Nigeria, geboren. Seine Familie gehörte den Igbo an und sein Vater war ein evangelikaler Katechist. Achebe wurde in den 1930er Jahren in einer Missionsschule in Ogidi unterrichtet und besuchte später das Government College in Umuahia, eine Eliteschule. Ab 1948 studierte er Anglistik, Geschichte und Theologie am University College von Ibadan und schloss 1953 sein Studium ab. Nach einer Ausbildung zum Rundfunkjournalisten bei der British Broadcasting Corporation (BBC) kehrte er nach Nigeria zurück.
Von 1954 an arbeitete er zwölf Jahre lang für die Nigerian Broadcasting Corporation (NBC), zunächst in Lagos und ab 1958 in Enugu, als Leiter von deren Büro in der östlichen Region des Landes.
Chinua Achebe war mit Christiana Chinwe (Christie) Okoli-Achebe, die er 1958 bei NBC kennengelernt hatte, verheiratet. Zusammen hatten sie vier Kinder, Tochter Chinelo (1962), Sohn Ikechukwu (1964), Sohn Chidi (1967) und Tochter Nwando (1970). Nwando Achebe ist Historikerin, Feministin und Professorin für afrikanische Geschichte an der Michigan State University.
Während des nigerianischen Bürgerkrieges engagierte er sich auf Seiten Biafras und reiste zwischen 1967 und 1970 als Sonderbotschafter in die USA und nach Europa. Zwei Jahre nach der Niederlage der Streitkräfte Biafras nahm er zwischen 1972 und 1976 eine Professur an der University of Massachusetts in Amherst an.
Von 1976 bis 1990 war er Professor für Literatur an der Universität von Nsukka. 1979 eröffnete er in West-Berlin das erste Horizonte-Festival der Weltkulturen. Er war an einer Reihe britischer und US-amerikanischer Universitäten Gastprofessor. 1990 wurde er infolge eines Autounfalls in Lagos von der Hüfte abwärts gelähmt und bewegte sich im Rollstuhl. Nach seiner Genesung ging er in die USA und lehrte mehr als 15 Jahre lang am Bard College in Annandale-on-Hudson, New York, und ab 2007 an der Brown University.
Achebe war skeptisch gegenüber Autoritäten und Vaterfiguren und äußerte sich kritisch zu Politik, Wirtschaft und der Beachtung der Menschenrechte in seinem Heimatstaat. Aus Protest gegen die anhaltende Korruption in Nigeria lehnte er 2011 ein weiteres Mal den Titel des Commander of the Federal Republic ab, der von der nigerianischen Regierung verliehen wird.
Am 21. März 2013 starb er nach kurzer Krankheit im Alter von 82 Jahren in Boston, USA.

## Werk und Wirken
Achebe gilt als der Begründer der modernen nigerianischen Literatur und weltweit als einer der herausragenden englischsprachigen Schriftsteller. Seine Werke wurden in rund 50 Sprachen übersetzt.  Dabei entwickelte er einen eigenen Stil, der auf der Erzähltradition seiner Heimat aufbaut. Er verzichtete bewusst auf europäische Literaturkonventionen, verarbeitete jedoch nigerianische Erzählungen in seinen Romanen. Nach seinen eigenen Worten „sollte jede gute Geschichte, jeder gute Roman, eine Botschaft enthalten, einen Zweck haben“.
Sein erster Roman Things Fall Apart gilt heute als Meilenstein der afrikanischen Literatur. Das rund 200 Seiten umfassende Werk erschien 1958 auf Englisch in London. Darin erzählt Achebe die Geschichte der nigerianischen Igbo in den 1890er Jahren. Der Bildungsroman schildert in realistischer Erzählweise im ersten Teil Wirtschaft, Kultur, Traditionen, Religion und Geschlechterverhältnisse einer Dorfgemeinschaft. In einem zweiten und dritten Teil werden die Auswirkungen der neuen christlichen und kolonialistischen Einflüsse auf das Dorfleben dargestellt.
1975 kritisierte er in einer Rede an der Universität von Massachusetts das Bild Afrikas in der Erzählung Herz der Finsternis von Joseph Conrad und erntete zunächst viel Kritik. Später wurde Achebes Kritik weitgehend als legitim anerkannt und als Wasserscheide in der postkolonialen Rezeption von Conrad gewürdigt. Achebe äußerte sich hierbei ausdrücklich unter dem Vorzeichen der fortlaufenden Auseinandersetzung mit dem Werk; er verwehrte sich gegen Behauptungen, er habe die Befassung mit dieser Lektüre unterbinden wollen, wie folgt:
"Es liegt nicht in meiner Natur, über das Verbieten von Büchern zu sprechen. Ich sage, lesen Sie es – mit jener Art des Verständnisses und dem Wissen, von dem ich spreche. Und lesen Sie es parallel zu afrikanischen Werken."

("It's not in my nature to talk about banning books. I am saying, read it — with the kind of understanding and with the knowledge I talk about. And read it beside African works.")

## Auszeichnungen
- 1972 gewann Achebe zusammen mit George McWhirter den ersten Commonwealth Poetry Prize.
- 2002 wurde er mit dem Friedenspreis des Deutschen Buchhandels ausgezeichnet. In seiner Dankesrede sagte er, die Auszeichnung und damit einhergehende internationale Beachtung hätten ihm buchstäblich das Leben gerettet, da er sich mit seinem Werk bei der nigerianischen Regierung sehr unbeliebt gemacht habe.[12]
- 2002 wurde er außerdem in die American Academy of Arts and Sciences gewählt.
- 2007 erhielt er den Man Booker International Prize.

## Werke

### Romane
- Things Fall Apart. 1958.
  - Okonkwo oder Das Alte stürzt. edition suhrkamp, Frankfurt 1983/2002, ISBN 3-518-11138-8 (Deutsche Erstausgabe in der Übersetzung von Richard Moering bei Goverts, Stuttgart 1959)
    - Okonkwo oder Das Alte stürzt. Aufbau-Verlag (= bb-Reihe; 345), Berlin / Weimar 1976 (Übersetzung von Richard Moering, Ausgabe für die sozialistischen Länder)

  - Alles zerfällt. Neuausgabe, übersetzt von Uda Strätling und Reinhild Böhnke. Fischer, Frankfurt am Main 2012, ISBN 978-3-10-000540-3.
- No Longer at Ease. 1960.
  - Heimkehr in ein fremdes Land. Übersetzt von Susanne Koehler. Suhrkamp, Frankfurt am Main 2002.
- Arrow of God (1964).
  - Der Pfeil Gottes.  Übersetzt von M. von Schweinitz. Überarbeitet von Gudrun Honke. Mit einem Nachwort von Thomas Brückner. Peter Hammer, Wuppertal 1994.
- A Man of the People. 1966.
  - Einer von uns. Übersetzt von Uda Strätling. Fischer Klassik, Frankfurt am Main 2016, ISBN 978-3-596-95023-2.
- Anthills of the Savannah. 1988.
  - Termitenhügel in der Savanne. Suhrkamp, Frankfurt am Main 1991/2002.

### Kurzgeschichten
- The Sacrificial Egg and Other Stories. 1962.
- Girls at War and Other Stories. 1972.
- African Short Stories. 1984.

### Gedichte
- Beware, Soul-Brother, and Other Poems. 1971.
- Christmas at Biafra, and Other Poems. 1973.
- mit Dubem Okafor (Hrsg.): Don’t Let Him Die: An Anthology of Memorial Poems for Christofer Okigbo. 1978.
- als Mitherausgeber: Aka Weta: An Anthology of Igbo Poetry. 1982.
- Collected Poems. 2004.

### Essays
- An Image of Africa: Racism in Conrad’s „Heart of Darkness“. 1975.
  - Ein Bild von Afrika. Essays (Über Joseph Conrads Herz der Finsternis). Alexander Verlag, Berlin 2000.
- Morning Yet on Creation Day. 1975.
- The Trouble With Nigeria. 1984.
- Hopes and Impediments. 1988.
- Home and Exile. 2000.
- There was a Country. 2012.

### Kinderbücher
- Chike and the River. 1966.
- mit John Iroaganachi: How the Leopard Got His Claws. 1972.
- The Flute. 1975.
- The Drum. 1978.